# Saint-Laurent-du-Var
Pour les articles homonymes, voir Saint-Laurent.
Saint-Laurent-du-Var est une commune française, limitrophe de Nice, située dans le département des Alpes-Maritimes en région Provence-Alpes-Côte d'Azur.

## Toponymie
Sous la Révolution, la commune est nommée Laurent-du-Var.

## Géographie

### Localisation
Le territoire communal de Saint-Laurent-du-Var bénéficie d’une situation géographique exceptionnelle sur les bords de la mer Méditerranée, le long de la baie des Anges, à proximité de Nice et à mi-chemin entre Cannes et Monaco.

### Géologie et relief

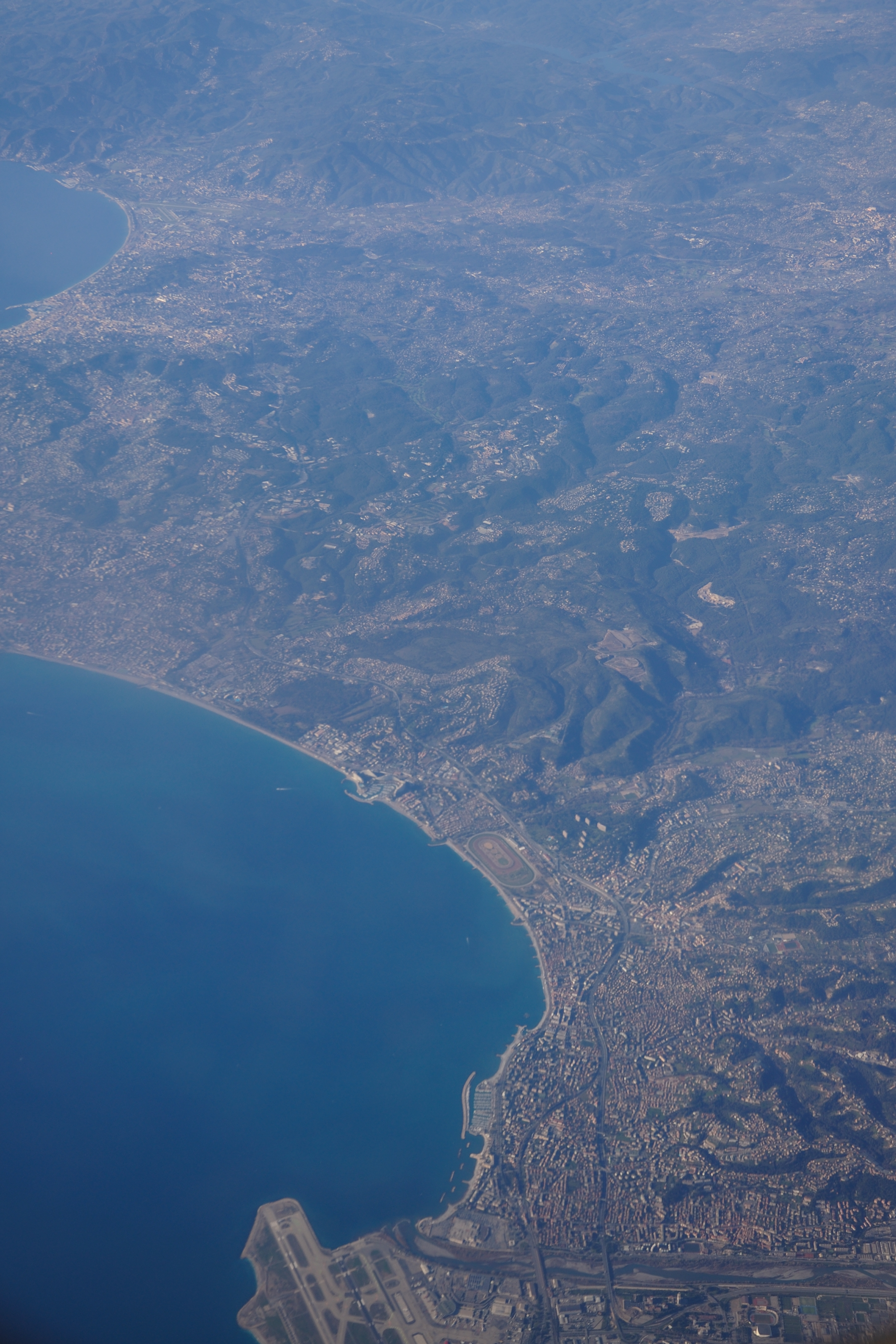
Le site de Saint-Laurent-du-Var vu d'avion.

Ville construite entre mer et collines, elle s'étire face à Nice le long de la rive droite du Var, sur 7 km.
Construit à l'embouchure du Var, son port de plaisance est l'un des plus importants du littoral azuréen avec, dans son prolongement, la promenade piétonne des Flots-Bleus et l’esplanade des Goélands.

### Catastrophes naturelles - Sismicité
Commune située dans une zone de sismicité moyenne.

### Hydrographie et les eaux souterraines
Cours d'eau dans la commune ou à son aval :
- Fleuve Var à son extrémité est (frontière avec Nice)

Saint-Laurent-du-Var dispose d'une station d'épuration d'une capacité de 80 000 équivalent-habitants.
L'Arrêté du 7 octobre 2020 portant reconnaissance de l'état de catastrophe naturelle a identifié 55 communes, dont Saint-Laurent-du-Var, au titre des "Inondations et coulées de boue du 2 au 3 octobre 2020".

### Climat
Pour des articles plus généraux, voir Climat de Provence-Alpes-Côte d'Azur et Climat des Alpes-Maritimes.
En 2010, le climat de la commune est de type climat méditerranéen altéré, selon une étude du Centre national de la recherche scientifique s'appuyant sur une série de données couvrant la période 1971-2000. En 2020, Météo-France publie une typologie des climats de la France métropolitaine dans laquelle la commune est exposée à un climat méditerranéen et est dans la région climatique  Var, Alpes-Maritimes, caractérisée par une pluviométrie abondante en automne et en hiver (250 à 300 mm en automne), un très bon ensoleillement en été (fraction d’insolation > 75 %), un hiver doux (8 °C) et peu de brouillards.
Pour la période 1971-2000, la température annuelle moyenne est de 15,9 °C, avec une amplitude thermique annuelle de 13,9 °C. Le cumul annuel moyen de précipitations est de 814 mm, avec 6,1 jours de précipitations en janvier et 2,3 jours en juillet. Pour la période 1991-2020, la température moyenne annuelle observée sur la station météorologique de Météo-France la plus proche, « Nice », dans la commune de Nice à 7 km à vol d'oiseau, est de 16,3 °C et le cumul annuel moyen de précipitations est de 791,3 mm. 
La température maximale relevée sur cette station est de 37,7 °C, atteinte le 1er août 2006 ; la température minimale est de −7,2 °C, atteinte le 9 janvier 1985,,.
| Mois                                  | jan.            | fév.            | mars          | avril          | mai            | juin            | jui.            | août            | sep.            | oct.            | nov.           | déc.            | année     |
| ------------------------------------- | --------------- | --------------- | ------------- | -------------- | -------------- | --------------- | --------------- | --------------- | --------------- | --------------- | -------------- | --------------- | --------- |
| Température minimale moyenne (°C)     | 5,8             | 6,1             | 8,3           | 10,8           | 14,5           | 18,1            | 20,8            | 21,1            | 17,7            | 14              | 9,7            | 6,6             | 12,8      |
| Température moyenne (°C)              | 9,5             | 9,8             | 11,8          | 14,1           | 17,7           | 21,4            | 24,1            | 24,5            | 21,2            | 17,5            | 13,3           | 10,3            | 16,3      |
| Température maximale moyenne (°C)     | 13,3            | 13,5            | 15,4          | 17,4           | 21             | 24,7            | 27,5            | 27,9            | 24,8            | 21              | 17             | 14,1            | 19,8      |
| Record de froid (°C) date du record   | −7,2 09.01.1985 | −5,8 10.02.1986 | −5 06.03.1971 | 2,9 10.04.1970 | 3,7 02.05.1945 | 8,1 06.06.1969  | 11,7 10.07.1969 | 11,4 14.08.1948 | 7,6 27.09.1972  | 4,2 30.10.1950  | 0,1 22.11.1998 | −2,7 03.12.1973 | −7,2 1985 |
| Record de chaleur (°C) date du record | 22,5 20.01.12   | 25,8 14.02.1990 | 26,1 02.03.07 | 26,1 08.04.22  | 31,4 27.05.22  | 36,8 29.06.1945 | 37 25.07.15     | 37,7 01.08.06   | 33,9 07.09.1962 | 29,9 11.10.1981 | 25,4 04.11.04  | 22 23.12.1954   | 37,7 2006 |
| Ensoleillement (h)                    | 1 567           | 1 661           | 218           | 2 292          | 2 709          | 3 098           | 3 493           | 3 232           | 2 498           | 1 911           | 1 515          | 1 452           | 27 605    |
| Précipitations (mm)                   | 73,5            | 53,6            | 51            | 68,8           | 40,3           | 35,7            | 13,6            | 17,2            | 81              | 127,9           | 138,4          | 90,3            | 791,3     |

| Diagramme climatique                                  |             |           |              |            |              |              |              |            |           |            |             |
| J                                                     | F           | M         | A            | M          | J            | J            | A            | S          | O         | N          | D           |
| 13,35,873,5                                           | 13,56,153,6 | 15,48,351 | 17,410,868,8 | 2114,540,3 | 24,718,135,7 | 27,520,813,6 | 27,921,117,2 | 24,817,781 | 2114127,9 | 179,7138,4 | 14,16,690,3 |
| Moyennes : • Temp. maxi et mini °C • Précipitation mm |             |           |              |            |              |              |              |            |           |            |             |

Les paramètres climatiques de la commune ont été estimés pour le milieu du siècle (2041-2070) selon différents scénarios d'émission de gaz à effet de serre à partir des nouvelles projections climatiques de référence DRIAS-2020. Ils sont consultables sur un site dédié publié par Météo-France en novembre 2022.

### Communes limitrophes
| La Gaude       | La Gaude             | Nice |
| Cagnes-sur-Mer | Saint-Laurent-du-Var | Nice |
| Cagnes-sur-Mer | Mer Méditerranée     | Nice |

## Histoire

### Origines
L'origine de Saint-Laurent remonte à la création, au XIe siècle, d'un hospice destiné aux voyageurs placé sous la protection de Saint-Laurent. Le village s'est développé autour de l'hospice et à l'activité du gué sur le Var : des gueyeurs étaient chargés de transporter, à dos d'homme, les voyageurs sur l'autre rive du Var jusqu'à la construction d'un pont en 1792. La plupart du temps, les voyageurs et les commerçants utilisaient le bac, permettant d’emporter des charges plus lourdes, des véhicules et des animaux de bât ou de trait,.
Saint-Laurent-du-Var est la première bourgade de France en Provence en venant de l'est, ville-frontière historique avec le Comté de Nice. Cette situation frontalière historique a cessé avec l'annexion du comté de Nice à la France en 1860.
Lieu de transit et de passage commandant la traversée du Var, fleuve alpin particulièrement capricieux, Saint-Laurent-du-Var a subi les aléas de cette situation géographique et stratégique singulière qui a profondément marqué son destin.
Les inondations, les invasions, les épidémies (notamment la peste qui décima toute la population de Saint-Laurent-du-Var), les guerres ont rythmé au long des siècles les étapes successives de la formation de Saint-Laurent-du-Var.

### Seconde Guerre mondiale
En 1941, le régime de Vichy nomme comme maire un ancien légionnaire, Louis Ravet. Profondément patriote, ce dernier tente de faciliter la vie de ses concitoyens. Dans le même temps, il mène de nombreuses activités pour la Résistance : cache d'armes dans un coffre dans son bureau de la mairie, faux-papiers pour les réfractaires au STO, trafic de cartes d'alimentation… Il rejoint le mouvement Combat  et organise un groupe dans la commune. Une école maternelle et une avenue portent aujourd'hui son nom dans la commune.
La ville subit 23 bombardements de la part de l'aviation américaine entre 1943 et 1944, notamment celui du 26 mai 1944. Ces bombardements visent le pont sur le Var. Au total, 70 habitants sont tués par ces bombardements. Un espace de recueillement a été aménagé place Adrien Castillon "à la mémoire de nos morts victimes civiles de l'Occupation". On y trouve deux stèles qui comportent les noms des victimes de bombardement. Une stèle entière est dédiée au bombardement du 26 mai 1944. Dans l'église du vieux village, certains habitants ont financé une plaque commémorative qui remercie Notre-Dame du Laghet pour les avoir protégés lors des 23 bombardements subis par la commune entre 1943 et 1944.
La ville est libérée le 27 août 1944 par les alliés. Les premières unités arrivent vers 18 heures. Il s'agit de soldats canadiens. La libération est malheureusement marquée par le décès de deux FFI domiciliés au quartier des Vespins : Jean Ledieu et Gabriel Abonnel. Ces deux hommes faisaient partie d'un groupe de cinq FFI membres du groupe du maire Louis Ravet du mouvement Combat. Les cinq hommes sont à vélo et tiennent un drapeau tricolore. Ils indiquent aux premiers chars l'emplacement d'une mitrailleuse allemande en batterie. La mitrailleuse ouvre le feu sur eux. Gabriel Abonnel et Jean Ledieu se trouvent inscrits sur le Monument Aux Morts de la commune. Une plaque commémorative rappelle leur décès au niveau du 557, avenue de la Libération. Il existe une avenue Gabriel Abonnel et une allée Jean Ledieu à Saint-Laurent-du-Var. Saint-Laurent-du-Var sert d'avant-poste aux unités alliées lors de la Libération de Nice du 28 au 30 août 1944.
La commune de Saint-Laurent-du-Var a obtenu une citation à l'ordre de la Brigade avec attribution de la Croix de guerre avec étoile de bronze. Elle a en effet subi 23 bombardements au cours desquels 103 maisons ont été détruites et 782 endommagées. Plusieurs dizaines d'habitants ou de réfugiés ont été tués dans ces bombardements, notamment dans celui du 26 mai 1944. Cette citation est inscrite sur une plaque commémorative visible dans le hall de la mairie de Saint-Laurent-du-Var, esplanade du Levant.

### Après-guerre
À partir de la seconde moitié du XXe siècle Saint-Laurent-du-Var a connu un développement important consécutif à l'étalement urbain de l'agglomération niçoise.

## Économie

### Entreprises et commerces

#### Agriculture
Saint-Laurent-du-Var est une commune aujourd'hui en pleine expansion. Longtemps, les cultures florales et maraîchères ont constitué l'essentiel de son activité économique, mais cette image d'un passé proche ne correspond plus à la réalité d'aujourd'hui.

#### Tourisme
- Une zone touristique internationale, où les commerces de détail peuvent déroger au repos dominical des salariés, a été délimitée sur une partie du territoire de la commune par un arrêté en date du 5 février 2016[21].
- Chambres d'hôtes.

#### Commerces
- Doté d'un parc d’activité industriel actif et moderne au nord (32 ha) et d'un front de mer très dynamique[Interprétation personnelle ?] au sud avec le centre commercial Cap 3000 (inauguré en 1969, c'est le plus ancien de cette importance en France). Le port de plaisance bénéficie également de la proximité de l'aéroport de Nice-Côte d'Azur[22].
- Commerces et services de proximité[23].

## Transports

### Voies routières
Ville desservie par l'Autoroute A8 (France).
La RD 6202, ancienne RN 202, assure une desserte complète de la plaine du Var.

### Transports en commun

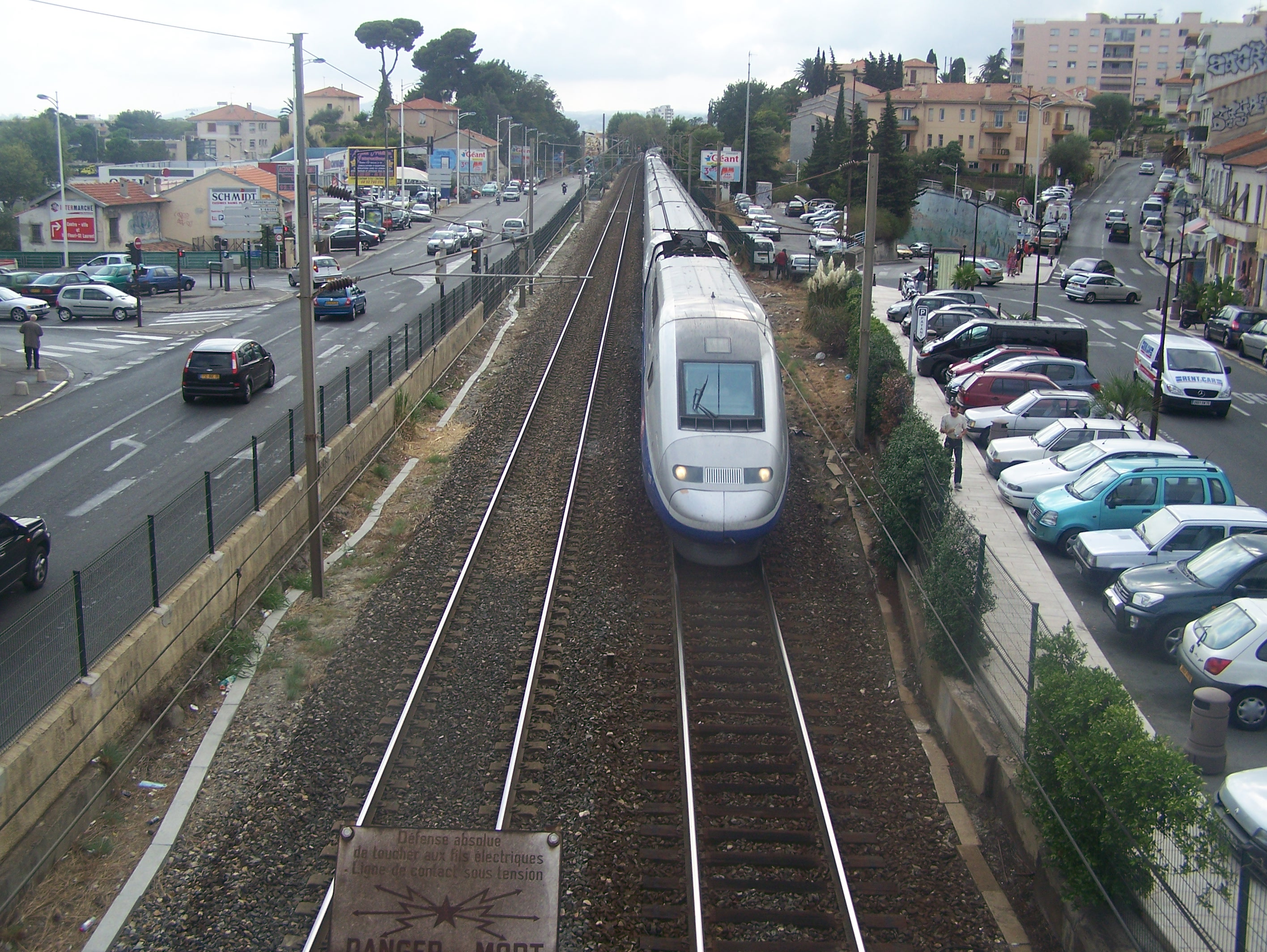
TGV Duplex pour Nice passant sans arrêt en gare de Saint-Laurent.

- La commune est également proche de la frontière italienne et des Alpes. De nombreux bus et trains desservent Saint-Laurent-du-Var.
- Ville desservie par le réseau Lignes d'Azur, réseau de l'agglomération niçoise[24].
- La ville sera desservie par la nouvelle ligne de tramway T4 en 2026[25].

## Politique et administration

### Tendances politiques et résultats

#### Récapitulatif de résultats électoraux récents
| Scrutin             | 1er tour | 1er tour | 1er tour | 1er tour | 1er tour | 1er tour | 1er tour | 1er tour | 1er tour | 1er tour | 1er tour | 1er tour | 2d tour     | 2d tour     | 2d tour     | 2d tour     | 2d tour     | 2d tour     | 2d tour     | 2d tour     | 2d tour     |
| Scrutin             | 1er      | 1er      | %        | 2e       | 2e       | %        | 3e       | 3e       | %        | 4e       | 4e       | %        | 1er         | 1er         | %           | 2e          | 2e          | %           | 3e          | 3e          | %           |
| ------------------- | -------- | -------- | -------- | -------- | -------- | -------- | -------- | -------- | -------- | -------- | -------- | -------- | ----------- | ----------- | ----------- | ----------- | ----------- | ----------- | ----------- | ----------- | ----------- |
| Européennes 2014    |          | FN       | 37,81    |          | UMP      | 24,86    |          | PS       | 7,30     |          | EELV     | 6,46     | Tour unique | Tour unique | Tour unique | Tour unique | Tour unique | Tour unique | Tour unique | Tour unique | Tour unique |
| Régionales 2015     |          | FN       | 42,14    |          | UMP      | 35,18    |          | PS       | 9,48     |          | AEI      | 4,91     |             | UMP         | 52,86       |             | FN          | 47,14       | Pas de 3e   | Pas de 3e   | Pas de 3e   |
| Présidentielle 2017 |          | FN       | 33,29    |          | LR       | 25,15    |          | EM       | 17,31    |          | LFI      | 12,73    |             | LREM        | 52,65       |             | FN          | 47,35       | Pas de 3e   | Pas de 3e   | Pas de 3e   |
| Législatives 2017   |          | MoDem    | 32,38    |          | FN       | 24,65    |          | LR       | 23,14    |          | FI       | 7,20     |             | LR          | 57,03       |             | MoDem       | 42,97       | Pas de 3e   | Pas de 3e   | Pas de 3e   |
| Européennes 2019    |          | RN       | 34,80    |          | LREM     | 18,68    |          | EELV     | 10,10    |          | LR       | 9,80     | Tour unique | Tour unique | Tour unique | Tour unique | Tour unique | Tour unique | Tour unique | Tour unique | Tour unique |

### Liste des maires
| Période                                  | Période   | Identité          | Étiquette    | Qualité |
| ---------------------------------------- | --------- | ----------------- | ------------ | --- |
| Les données manquantes sont à compléter. |           |                   |              | |
| 1884                                     | 1908      | François Layet    |              | |
|                                          |           | François Bérenger |              | |
| 1921                                     |           | Léon Bérenger     |              | |
| mai 1935                                 |           | Louis Bénes       |              | |
|                                          |           | Louis Ravet       |              | |
| mai 1945                                 |           | Eugène Provençal  |              | |
| mars 1965                                | juin 1995 | Marc Moschetti    | DVD puis RPR | Notaire Conseiller général de Saint-Laurent-du-Var-Cagnes-sur-Mer-Est (1979-1998) Vice-président du conseil général des Alpes-Maritimes (1994-1998) |
| juin 1995                                | mars 2014 | Henri Revel       | RPR puis UMP | Chirurgien-dentiste Conseiller général de Saint-Laurent-du-Var-Cagnes-sur-Mer-Est (1998-2015)                                                       |
| mars 2014                                | En cours  | Joseph Segura     | LR           | Fonctionnaire Conseiller départemental de Cagnes-sur-Mer-2 (depuis 2015) Vice-président de la Métropole Nice Côte d'Azur                            |

### Budget et fiscalité 2019
En 2019, le budget de la commune était constitué ainsi :
- total des produits de fonctionnement : 41 703 000 €, soit 1 446 € par habitant ;
- total des charges de fonctionnement : 40 650 000 €, soit 1 410 € par habitant ;
- total des ressources d'investissement : 9 455 000 €, soit 328 € par habitant ;
- total des emplois d'investissement : 9 346 000 €, soit 324 € par habitant ;
- endettement : 39 369 000 €, soit 1 366 € par habitant.

Avec les taux de fiscalité suivants :
- taxe d'habitation : 17,97 % ;
- taxe foncière sur les propriétés bâties : 17,80 % ;
- taxe foncière sur les propriétés non bâties : 18,60 % ;
- taxe additionnelle à la taxe foncière sur les propriétés non bâties : 0,00 % ;
- cotisation foncière des entreprises : 0,00 %.

Chiffres clés Revenus et pauvreté des ménages en 2017 : médiane en 2017 du revenu disponible, par unité de consommation : 22 660 €.

### Intercommunalité
La ville de Saint-Laurent-du-Var faisait partie de la communauté urbaine Nice Côte d'Azur. Elle rejoint la métropole Nice Côte d'Azur dès sa création le 31 décembre 2011.

## Urbanisme

### Typologie
Au 1er janvier 2024, Saint-Laurent-du-Var est catégorisée grand centre urbain, selon la nouvelle grille communale de densité à 7 niveaux définie par l'Insee en 2022.
Elle appartient à l'unité urbaine de Nice, une agglomération intra-départementale dont elle est une commune de la banlieue,. Par ailleurs la commune fait partie de l'aire d'attraction de Nice, dont elle est une commune du pôle principal,. Cette aire, qui regroupe 100 communes, est catégorisée dans les aires de 200 000 à moins de 700 000 habitants,.
La commune, bordée par la mer Méditerranée, est également une commune littorale au sens de la loi du 3 janvier 1986, dite loi littoral. Des dispositions spécifiques d’urbanisme s’y appliquent dès lors afin de préserver les espaces naturels, les sites, les paysages et l’équilibre écologique du littoral, tel le principe d'inconstructibilité, en dehors des espaces urbanisés, sur la bande littorale des 100 mètres, ou plus si le plan local d’urbanisme le prévoit.

### Occupation des sols
L'occupation des sols de la commune, telle qu'elle ressort de la base de données européenne d’occupation biophysique des sols Corine Land Cover (CLC), est marquée par l'importance des territoires artificialisés (76,2 % en 2018), en augmentation par rapport à 1990 (47,2 %). La répartition détaillée en 2018 est la suivante : 
zones urbanisées (66,5 %), zones industrielles ou commerciales et réseaux de communication (9,7 %), zones agricoles hétérogènes (8,5 %), espaces ouverts, sans ou avec peu de végétation (7,9 %), forêts (7,1 %), eaux maritimes (0,4 %).
L'évolution de l’occupation des sols de la commune et de ses infrastructures peut être observée sur les différentes représentations cartographiques du territoire : la carte de Cassini (XVIIIe siècle), la carte d'état-major (1820-1866) et les cartes ou photos aériennes de l'IGN pour la période actuelle (1950 à aujourd'hui).

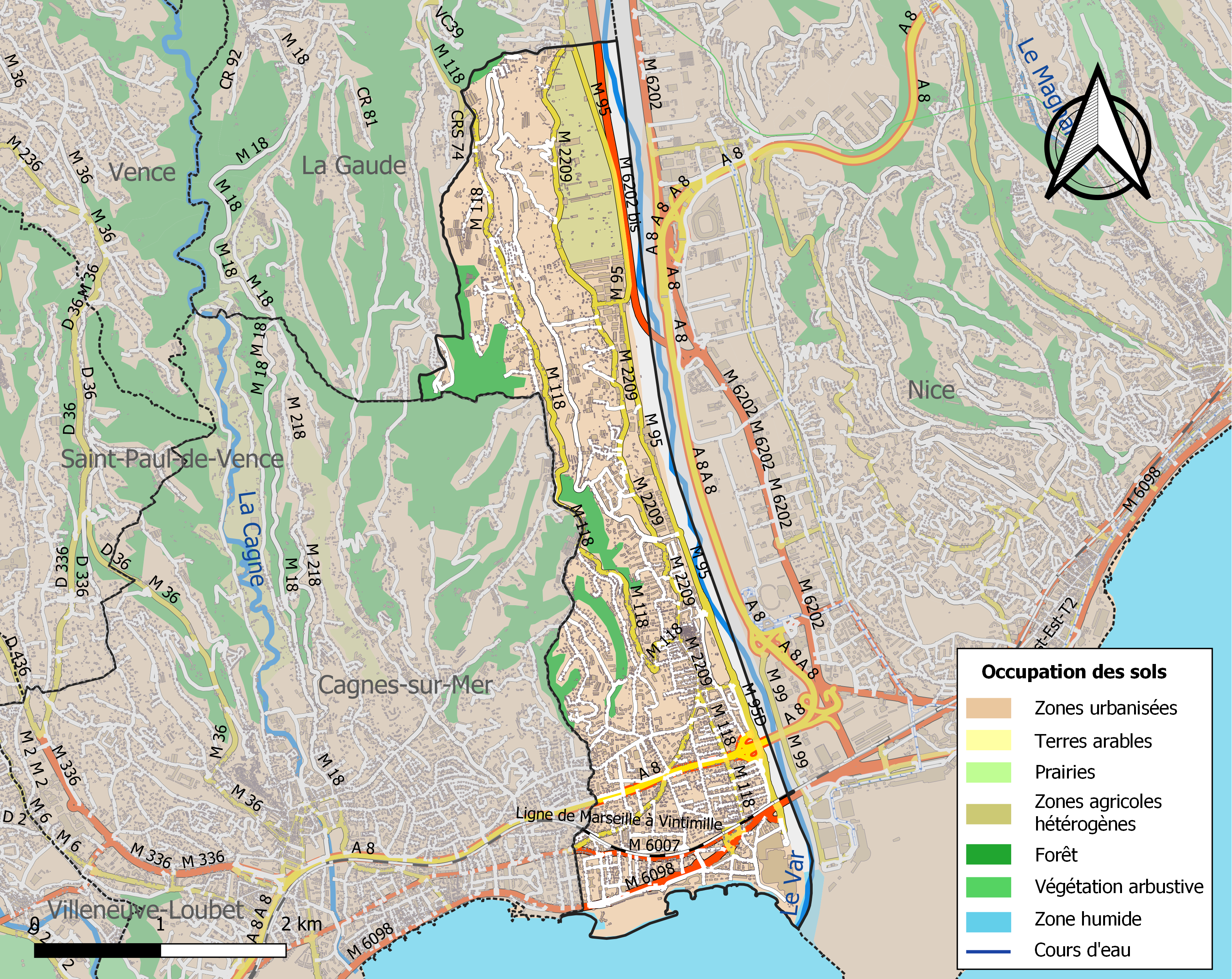
Carte de l'occupation des sols de la commune en 2018 (CLC).

## Population et société

### Démographie

#### Évolution démographique
L'évolution du nombre d'habitants est connue à travers les recensements de la population effectués dans la commune depuis 1793. Pour les communes de plus de 10 000 habitants les recensements ont lieu chaque année à la suite d'une enquête par sondage auprès d'un échantillon d'adresses représentant 8 % de leurs logements, contrairement aux autres communes qui ont un recensement réel tous les cinq ans,.

En 2022, la commune comptait 31 645 habitants, en évolution de +10,47 % par rapport à 2016 (Alpes-Maritimes : +2,85 %, France hors Mayotte : +2,11 %).
| 1793 | 1800 | 1806 | 1821 | 1831 | 1836 | 1841 | 1846 | 1851 |
| ---- | ---- | ---- | ---- | ---- | ---- | ---- | ---- | ---- |
| 293  | 258  | 405  | 581  | 751  | 836  | 837  | 780  | 824  |

| 1856 | 1861 | 1866 | 1872 | 1876 | 1881 | 1886  | 1891  | 1896  |
| ---- | ---- | ---- | ---- | ---- | ---- | ----- | ----- | ----- |
| 777  | 774  | 806  | 713  | 752  | 944  | 1 170 | 1 230 | 1 366 |

| 1901  | 1906  | 1911  | 1921  | 1926  | 1931  | 1936  | 1946  | 1954  |
| ----- | ----- | ----- | ----- | ----- | ----- | ----- | ----- | ----- |
| 1 530 | 1 791 | 2 205 | 2 523 | 3 215 | 4 112 | 4 825 | 4 006 | 5 623 |

| 1962  | 1968   | 1975   | 1982   | 1990   | 1999   | 2006   | 2011   | 2016   |
| ----- | ------ | ------ | ------ | ------ | ------ | ------ | ------ | ------ |
| 8 186 | 10 156 | 15 503 | 20 678 | 24 426 | 27 141 | 30 076 | 29 942 | 28 645 |

| 2021   | 2022   | - | - | - | - | - | - | - |
| ------ | ------ | - | - | - | - | - | - | - |
| 30 941 | 31 645 | - | - | - | - | - | - | - |

### Enseignement
Établissements d'enseignements :
- écoles maternelles et primaires[40] ;
- collèges ;
- lycées à Nice, Cagnes-sur-Mer.

### Santé
Professionnels et établissements de santé :
- médecins ;
- pharmacies ;
- hôpitaux à Saint-Laurent-du-Var, Cagnes-sur-Mer, Nice.

### Cultes
- Culte catholique, paroisse Saint Laurent, diocèse de Nice[41].

## Culture locale et patrimoine

### Lieux et monuments
Cœur historique de la ville, promenades piétonnes en bord de mer sur l'esplanade des Goélands et la promenade des Flots-Bleus avec restaurants et lieux de détente. Par ailleurs, une piste cyclable a été ouverte récemment permettant d'aller jusqu'au centre-ville de Nice.
- Le pont Napoléon-III relie la commune à Nice en franchissant le Var.
- Les anciens moulins de Saint-Laurent-du-Var[42],[43].
- Tour à signaux[44].
- Monument aux morts[45], Décorations militaires[46] : Croix de Guerre[47] : Conflits commémorés : 1914-1918 - 1939-1945 - Indochine (1946-1954) - AFN-Algérie (1954-1962).

### Édifices religieux
- Église Saint-Laurent[48], rue de l'Église, Xe siècle, romane. Un campanile remplace depuis 1925 le clocher primitif[49].
- Église Saint-Joseph[50], montée des Grimonds, XXIe siècle.
- Chapelle Sainte-Pétronille, chemin de la Chapelle, XVIIe siècle[51].
- Chapelle Sainte-Jeanne-d'Arc, avenue De Lattre, moderne, vitraux contemporain[52].
- Chapelle Sainte-Geneviève, chemin du Fahnestock[53].
- Chapelle Notre-Dame des sept douleurs, boulevard de Provence[54].
- Chapelle des Sept Douleurs
- Chapelle Jeanne d'Arc
- Église du Vieux-Village
- Synagogue, avenue des Oliviers
- Église Nice Métropole, 366 Avenue des Plantiers.

### Jumelages
Saint-Laurent-du-Var est jumelée avec les villes suivantes :
- Landsberg am Lech (Allemagne)
- Siófok (Hongrie)
- Les villes de Saint-Laurent (95 communes en France métropolitaine et 1 en Guyane)

### Héraldique
| Blason de Saint-Laurent-du-Var | Blason  | De gueules au gril d’argent, la poignée en chef accostée de deux lettres L et S capitales d’or,. |
| Blason de Saint-Laurent-du-Var | Détails | Le statut officiel du blason reste à déterminer.                                                 |

## Personnalités liées à la commune
- César Ossola (1848-1915), homme politique français, député des Alpes Maritimes ; une avenue de Saint-Laurent-du-Var porte son nom.
- Nikolaï Nikolaïevitch Ioudenitch, Николай Николаевич Юденич, (30 juillet 1862, Moscou - 5 octobre 1933, Saint-Laurent-du-Var), général russe, héros de la première guerre mondiale, ayant combattu dans les armées blanches contre les communistes. Il est enterré au cimetière russe de Nice.
- La prestidigitatrice Iona l'Enchanteresse (Clémentine de Vère) (1888-1973) est décédée à Saint-Laurent-du-Var.
- Edmond Jouhaud (2 avril 1905 à Bou-Sfer près d'Oran en Algérie, mort à Royan en 1995), général français. Il est l'un des quatre généraux organisateurs du putsch d'Alger en avril 1961 , ce qui lui a valu une condamnation à mort (il a été amnistié en 1968). Saint-Laurent-du-Var et Villeneuve-Loubet sont les seules communes de France à lui rendre hommage dans leurs toponymies. Il existe en effet à Saint-Laurent-du-Var, à proximité de l'hôtel de ville, une esplanade du général Jouhaud sur laquelle se trouvent notamment la piscine municipale et le collège public Joseph-Pagnol[57].
- Lucien Teisseire (1919-2007), cycliste sur route français y est né.
- Léon Paolini (1921-2010), cycliste sur route français y est né et décédé.
- André Franquin (3 janvier 1924 à Etterbeek, commune de Bruxelles (Belgique) - 5 janvier 1997 à Saint-Laurent-du-Var), scénariste et dessinateur, le créateur de Gaston Lagaffe, du Marsupilami, de Modeste et Pompon et dessinateur de Spirou et Fantasio (entre 1946 et 1966), décédé sur le territoire de la commune, d'un infarctus, à 73 ans.
- Vic Nurenberg (22 décembre 1930 à Niederkorn (Luxembourg) - 22 avril 2010 à Saint-Laurent-du-Var), un footballeur luxembourgeois. Il s'est fait connaître à l'OGC Nice dont il est toujours le meilleur buteur.
- Joseph Joffo (1931-2018), écrivain français, auteur notamment d’Un sac de billes y est décédé.
- Éric Collado (né en 1963 à Marseille), un humoriste français y vit.
- Christophe Barraud (né en 1986), un économiste français y a grandi.